# Monumen Nasional
Pour les articles homonymes, voir Monas.
Le Monumen Nasional, abrégé en Monas, toponyme indonésien signifiant littéralement en français « monument national », est une tour de 137 mètres située à Jakarta au centre de la place Merdeka, la deuxième plus grande place publique du monde. Ce monument symbolise la lutte pour l'indépendance de l'Indonésie.
La construction de la tour a débuté en 1961 sous le gouvernement de Soekarno, le premier président de la république d'Indonésie, et elle fut terminée en 1975 sous le gouvernement de Soeharto deuxième président d'Indonésie. 
Le sommet de la tour est une flamme de 14,5 tonnes, recouverte de 35 kg d'or. 
L'accès au monument est payant. Un ascenseur mène en haut de la tour, ce qui, par beau temps, permet une bonne vue sur la place Merdeka, la mosquée Istiqlal, la cathédrale Sainte-Marie de Jakarta et l'ensemble de la ville. Au rez-de-chaussée se trouve une exposition sur l'indépendance et l'histoire de l'Indonésie.

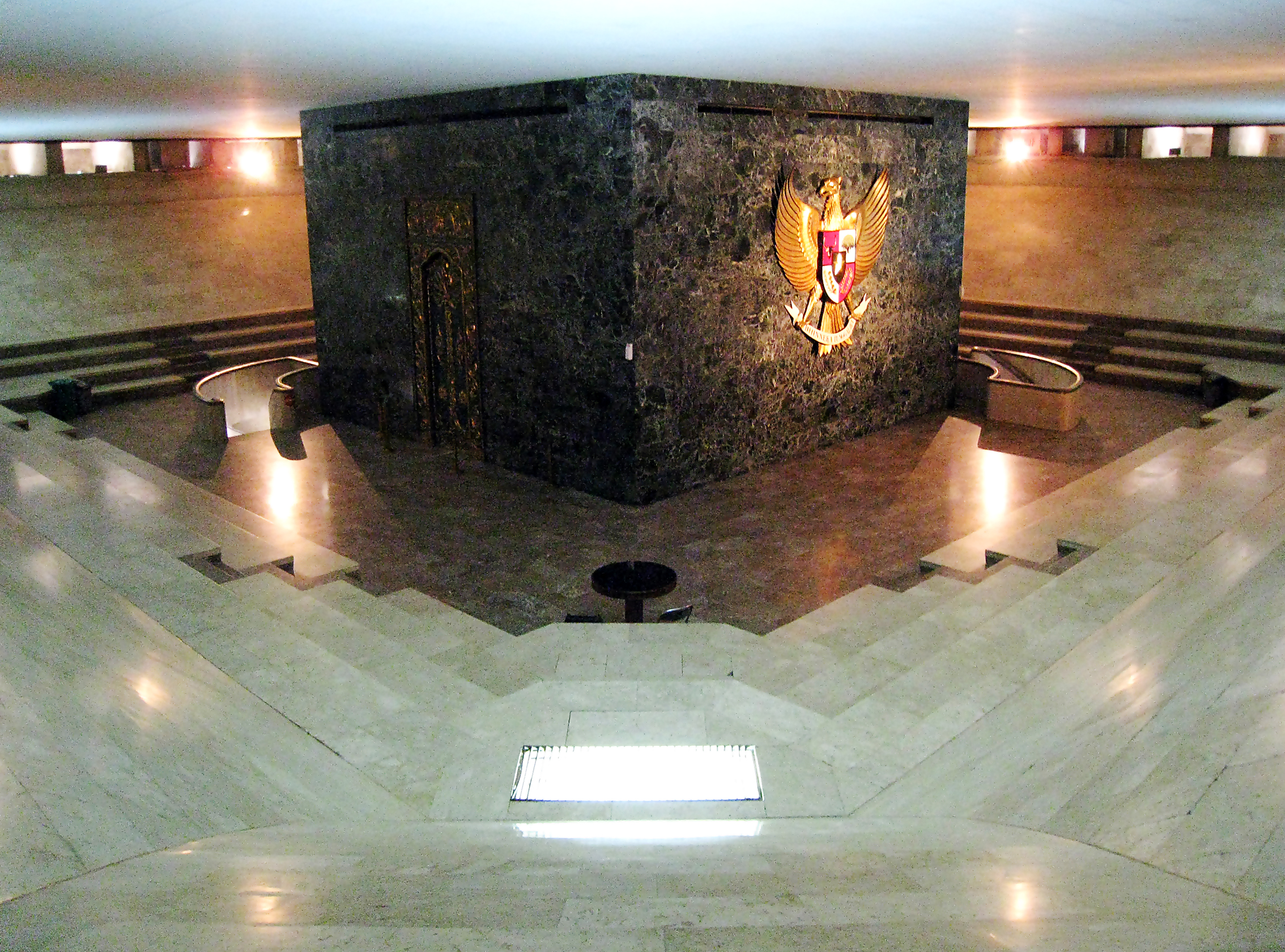
Vue de la salle de l'indépendance.

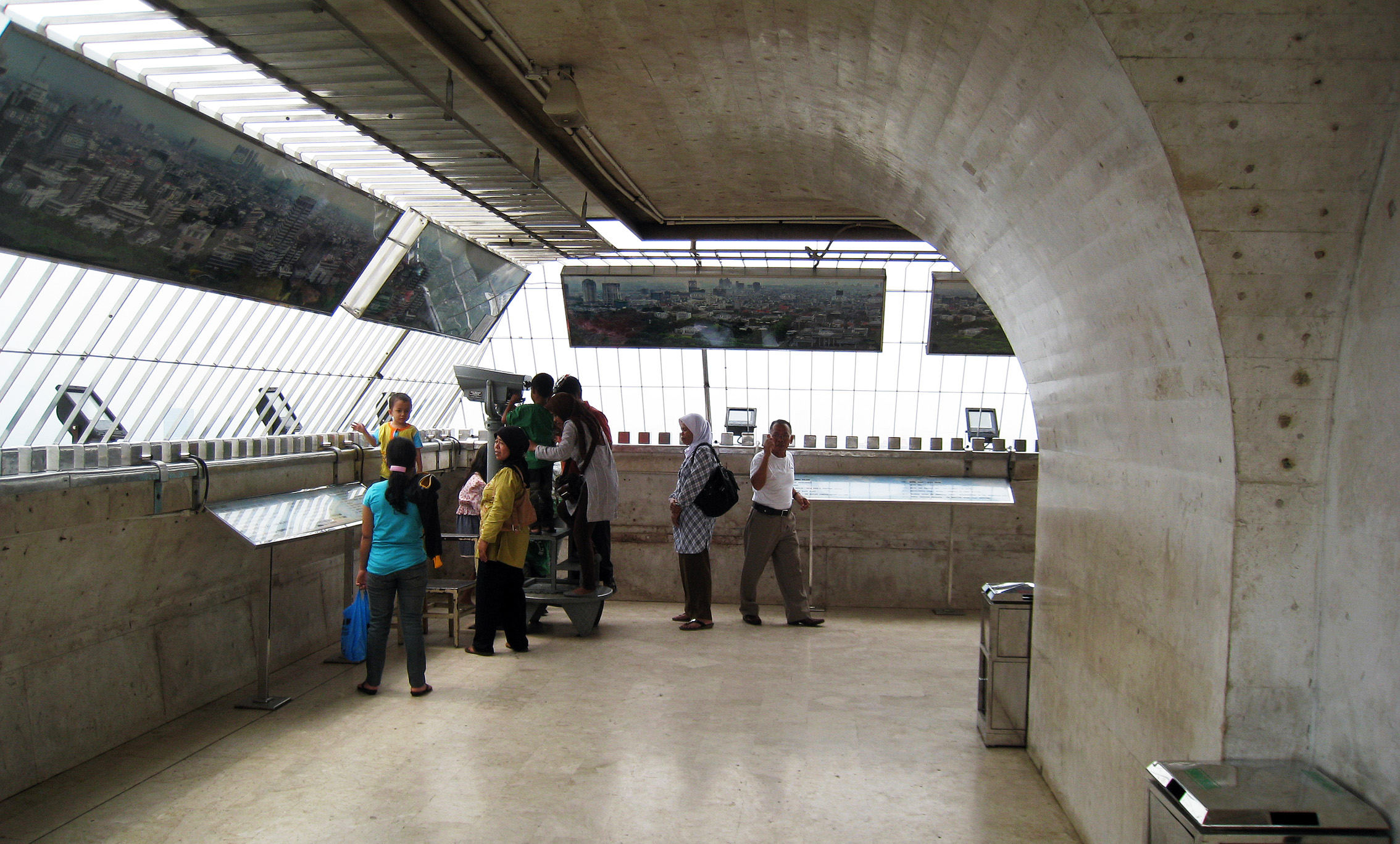
Vue de la plateforme d'observation du Monumen Nasional.